# Arturo Pompeati
Arturo Pompeati (* 18. April 1880 in Ferrara; † 22. Mai 1961 in Venedig) war ein italienischer Italianist und Literarhistoriker.

## Leben und Werk
Pompeati war zuerst Gymnasiallehrer, dann von 1939 bis 1950 Professor für italienische Literatur am Istituto universitario di economia, commercio e lingue straniere von Venedig (später: Universität Venedig). Er ist vor allem bekannt für seine Geschichte der italienischen Literatur in fünf Bänden. In Rom ist eine Straße nach ihm benannt.

## Veröffentlichungen (Auswahl)
- Saggi critici, Mailand, Dante Alighieri, 1916.
- Arrigo Boito. Poeta e musicista, Florenz, Battistelli,  1919.
- Dante, Florenz, Battistelli, 1921.
- (Hrsg.)  Niccolò Machiavelli, Il Principe, Turin, Paravia, 1923.
- (Hrsg.) Da Dante a noi. Passi scelti con commento e notizie storico letterarie, 2 Bde., Brescia, Vannini, 1925–1926.
- (Hrsg. mit Francesco Flamini) Dante Alighieri, La Divina Commedia, 3 Bde., Mailand, Vallardi, 1925–1930
- Vincenzo Monti, Bologna, Zanichelli, 1928.
- Dante, Venedig, La nuova Italia, 1928.
- Ariosto, Mailand, Mondadori, 1933.
- Vita di Victor Hugo, Mailand, Corticelli, 1937.
- Niccolò Machiavelli 1469-1527, Turin, Paravia, 1938.
- (Hrsg.) Luigi Pirandello, Novelle, Mailand, Mondadori, 1940.
- Storia della letteratura italiana, 5 Bde., Turin, UTET, 1944–1948 (mehrere Auflagen).
- Massimo d’Azeglio, Mailand, Garzanti, 1946.
- (Hrsg.) Massimo d’Azeglio, I Miei ricordi, Florenz, Garzanti, 1946; Turin, UTET, 1965 (zuletzt 2011).
- (mit Antonio Viscardi) La letteratura italiana dalle origini ai giorni nostri, Mailand, Cisalpini, 1951.
- (Hrsg.) Annibal Caro (1507–1566), Versione dell’„Eneide“, Turin, UTET, 1954.